# IMac Pro
iMac Pro – komputer osobisty typu all-in-one (AiO) i stacja robocza zaprojektowana i wyprodukowana przez firmę Apple Inc.
Został wydany 14 grudnia 2017 r. Jest to jeden z czterech komputerów stacjonarnych w aktualnej ofercie komputerów z gamy Macintosh, mieszczący się powyżej klasy konsumenckiej jaką są Mac Mini i iMac.
Stanowi uniwersalną, zunifikowaną alternatywę dla profesjonalnej stacji roboczej jaką jest Mac Pro.

## Przegląd
Komputer iMac Pro został zaprezentowany na WWDC (Worldwide Developers Conference) 5 czerwca 2017 r. i wydany w grudniu 2017 r.
Apple określił go jako „Najpotężniejszy Mac, jaki kiedykolwiek powstał”. Jego cena wywoławcza to 4999 USD (23 999 zł z podatkiem VAT).
Zawiera 8-, 10-, 14- lub 18-rdzeniowy procesor Intel Xeon, wyświetlacz 5K, dedykowaną grafikę AMD Vega, pamięć ECC i port 10 Gigabit Ethernet.
Zawiera układ bezpieczeństwa Apple T2 do przechowywania zaszyfrowanych kluczy oraz niestandardową wersję systemu macOS, która umożliwia użytkownikowi zablokowanie procesu uruchamiania.
- 19 marca 2019 r. dodano opcje 256 GB pamięci i GPU Vega 64X.

- 4 sierpnia 2020 r. Apple zaprzestało produkcji modelu 8-rdzeniowego i stworzyło model 10-rdzeniowy, który wcześniej był opcją uaktualnienia, jako model podstawowy.

## Design
Obudowa iMaca Pro jest tą samą obudową z 27-calowego iMaca wprowadzonego w 2012 roku, obudowa komputera w wersji Pro jest dostępna tylko w ciemniejszym kolorze „gwiezdnej szarości”.
W przeciwieństwie do białych akcesoriów dostarczanych z iMakiem, iMac Pro jest wyposażony w czarną klawiaturę „Magic Keyboard” z klawiaturą numeryczną oraz czarną myszką
„Magic Mouse” lub „Magic Trackpad”.

## Możliwość naprawy i rozbudowy
Procesor, pamięć ram i pamięć wewnętrzna nie są zunifikowane (wlutowane) i można je wyjąć.
W przeciwieństwie do 27-calowego iMaca, iMac Pro nie ma portu dostępu do pamięci ram (RAM Access Door) znajdującego się z tyłu urządzenia, chociaż pamięć może zostać wymieniona przez sklepy Apple i autoryzowanych dostawców. Wymiana pamięci przez użytkownika jest możliwa, ale wymaga zaawansowanego demontażu wyświetlacza i unieważnia gwarancję. iMac Pro to pierwszy model wyposażony w koprocesor bezpieczeństwa Apple T2. Skutkuje to wprowadzeniem dysku półprzewodnikowego co teoretycznie czyni go niemożliwym do wymiany przez użytkownika, ponieważ moduły SSD są sparowane kryptograficznie z chipem T2, mimo że dysk SSD nie jest lutowany na płycie głównej. Teoretycznie da się go wymienić, ponieważ da się go wymontować, choć wymaga to rozległego demontażu, a tylko niektóre dyski są kompatybilne. Podstawka iMaca Pro może być wymieniana przez użytkownika za pomocą zestawu montażowego VESA sprzedawanego przez Apple. W mocowaniu zastosowano śruby cynkowe, które mogą być podatne na złamanie. Chociaż adapter VESA jest oznaczony marką jako produkt Apple, w rzeczywistości jest licencjonowanym produktem OEM i Apple nie zapewnia dla niego wsparcia konsumenckiego.

## Specyfikacja
| Komponenty                | Intel Xeon 8, 10, 14, or 18 core |  |
| Model                     | 2017–2020 |  |
| Data wyprodukowania       | 14 grudnia 2017 |  |
| Identyfikator sprzedaży   | MQ2Y2LL/A (podstawowa konfiguracja) |  |
| Numer modelu              | A1862 |  |
| Identyfikator modelu      | iMacPro1,1 |  |
| Numer identyfikacyjny EMC | 3144 |  |
| Wyświetlacz               | 27″, 5120 × 2880, 60 Hz odświeżania. Błyszczący, pokryty szkłem, panoramiczny ekran 16: 9, podświetlany LED wyposażony w technologię IPS z szeroką gamą kolorów P3 o niesamowitej jasności na poziomie 500 nitów. 1,07 miliarda możliwych do wyświetlenia kolorów. |  |
| Procesor                  | 8-rdzeniowy (W-2140B) (do sierpnia 2020 r.), 10-rdzeniowy (W-2150B), 14-rdzeniowy (W-2170B) lub 18-rdzeniowy (W-2191B) procesor Intel Xeon, do 4,3 GHz w technologii Turbo Boost na podstawce LGA2066.                                                             |  |
| Magistrala systemowa      | Różna w każdym innym modelu. |  |
| Pamięć RAM                | 32 GB (konfigurowalne do 64 GB, 128 GB lub 256 GB) pamięci 2666 MHz DDR4 ECC SDRAM. Możliwość rozbudowy do 512 GB za pomocą modułów pamięci innych firm. |  |
| Procesor graficzny        | AMD Radeon Pro Vega 56, Vega 64, lub Vega 64X, z 16 GB pamięcią graficzną. |  |
| Pamięć wewnętrzna         | 1 TB bazowana na PCIe NVMe SSD Konfigurowalna do 2 TB lub 4 TB. |  |
| Koprocesor zabezpieczeń   | Apple T2 |  |
| Łączność                  | Wewnętrzna karta sieciowa Wi-Fi 5 (802.11a/b/g/n/ac) 10 Gigabit Ethernet Bluetooth w wersji 5.0 |  |
| Kamera                    | FaceTime HD camera (1080p, 2 MP) (Nie mylić z iSight) |  |
| Złącza                    | 4× USB 3.0 4× Thunderbolt 3 (USB-C 3.1 gen 2) Wspiera dwa monitory zewnętrzne o rozdzielczości 5120 × 2880 lub cztery monitory w rozdzielczości 4096 × 2304. Slot na karty SDXC ze wsparciem dla UHS-II                                                            |  |
| Technologie audio         | Wejście audio w technologii I/O (Wejścia i Wyjścia) Wbudowane głośniki. |  |
| Waga                      | 9,75 kg. (21,5 lb) |  |